# Stefano Nolfi
Stefano Nolfi (Roma, 23 de setembro de 1963) é um roboticista italiano.
É diretor de pesquisas do Institute of Cognitive Sciences and Technologies do Consiglio Nazionale delle Ricerche e chefe do Laboratory of Autonomous Robots and Artificial Life. É um dos fundadores da robótica evolucionária (ver seu livro 
publicado pela MIT Press em 2000).
A equipe de Stefano Nolfi está pesquisando uma nova abordagem no desenvolvimento da inteligência artificial em relação à linguagem.

Nolfi obteve um mestrado em literatura e filosofia na Universidade de Roma "La Sapienza" em 1986.